# Polyphaenis prospicua
Polyphaenis prospicua là một loài bướm đêm trong họ Noctuidae.